# Jardín botánico de Las Tunas

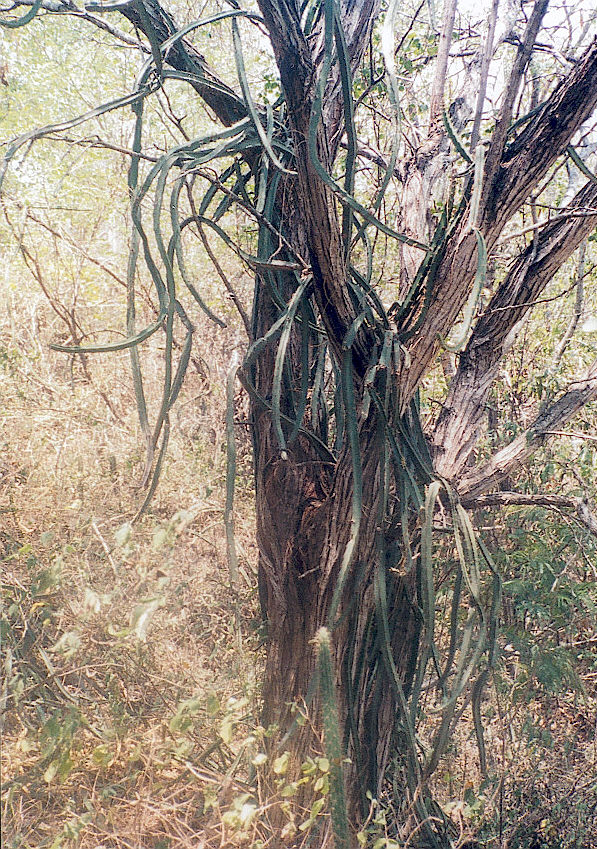
El Selenicereus urbanianus.

El Jardín Botánico Las Tunas es un jardín Botánico de 10 hectáreas que se encuentra en Las Tunas, Cuba.
Es uno de los jardines botánicos que forman parte de la red del Ministerio de Ciencia, Tecnología y Medio Ambiente encaminado a brindar información sobre los ecosistemas regionales de Cuba.
El código de identificación del Jardín Botánico de Las Tunas en el "Botanic Gardens Conservation International" (BGCI) así como las siglas de su herbario es LTUNA. A nivel nacional se conoce como JBLT y su herbario con el nombre de Maximiliano Curbelo (HMC), en honor a este botánico.

## Localización
Se encuentra en la parte oriental de la Isla de Cuba en el municipio de Las Tunas.
Jardín Botánico Las Tunas, Carretera del Cornito km. 2 Las Tunas, Provincia de Las Tunas Cuba.
Planos y vistas satelitales.20°57′56.5200″N 076°57′00.7200″O / 20.965700000, -76.950200000

## Historia
La idea de este centro científico germinó durante la década de lo ochenta, mediante iniciativa de la doctora Ángela T. Leiva Sánchez entonces directora del Jardín Botánico Nacional de Cuba en La Habana, la que fue recibida y desarrollada, con el beneplácito y apoyo de la dirección del Gobierno Provincial.
La incansable labor de Ángela Leiva la llevó a integrar importantes organizaciones, entre ellas, la Academia de Ciencias de Cuba; la Asociación Latinoamericana y del Caribe de Jardines Botánicos; la International Association of Botanic Gardens, y en el momento de su deceso desempeñaba la labor de coordinadora de la Red Cubana de Jardines Botánicos.
Con este jardín botánico se intenta proteger la flora de Las Tunas que es una de las provincias más deforestadas de Cuba y a pesar de ello posee una gran diversidad florística, sobre todo de palmas y otras plantas adaptadas a climas de pocas precipitaciones y altas temperaturas.

## Colecciones
El Jardín Botánico Las Tunas forma parte de los 12 existentes de su tipo en Cuba, alberga especies de palmas, plantas medicinales, así como plantas ornamentales para jardinería. Cuenta además con 13 áreas de zonas boscosas que representan las flora de determinadas regiones del mundo y de homenaje.
- Flora cubana, con el propósito de proteger plantas endémicas locales en peligro de extinción, el Jardín Botánico de Las Tunas cultiva 35 especies endémicas y en peligro de extinción del territorio, y desarrolla un proyecto para el cultivo de colecciones florísticas de conservación, las cuales ya han concluido con seis especies. Los expertos de la institución han logrado poblaciones con abundante diversidad genética de Acacia roigii, Catesbea gambeana, Cresentia mirabilis, Copernicia fallaensis, Copernicia brittoniourum y Terminalia eristachya.[2] Además en Las Tunas existe una decena de especies endémicas locales en peligro crítico que aún no están protegidas y pudieran desaparecer en un corto período por la actividad del hombre, el cambio climático y la presencia de exóticas invasoras. En el medio silvestre ya se reportó la extinción de la Banara wilsonii, a la que pudiera unirse pronto la Rondeletia gamboana, con una población muy pequeña y agredida, además de la Randia costata, que no ha sido vista desde hace varios años.
- Palmetum, con más de 140 variedades, 60 de ellas cubanas, la colección de palmas del Jardín Botánico es una de las más amplia e importantes del país.[3]
- Entre sus variedades existen componentes exóticos definidos como plantas no oriundas del país o de la región, con el cultivo de 119 taxones de especies amenazadas de la flora mundial, entre las que se encuentran cactus, suculentas, y acacias.
- Herbario

## Equipamientos
En este centro podemos encontrar el Herbario Maximiliano Curvelo, uno de los más importantes en Cuba.
Aún en construcción y proyectos de pronta ejecución se encuentran:
- Centro de visitantes con su mirador, para otear todo el horizonte; la dirección
- Centro científico, con biblioteca y locales para la investigación
- Residencia científica
- Instalaciones socio administrativas necesarias.